# Tell Yarmouth
Tell Jarmut var en bibelsk by, man har fundet resterne af i Judæabjergene, 5 km syd for den moderne by Beth Shemesh, ca. 30 km sydvest for Jerusalem i det nuværende Israel.

## Arkæologiske bronzealderudgravninger på Tell Jarmut
I 1863 efter flere måneders udforskning af Judæa, Samaria og Galilæa, besøgte franskmanden Victor Honoré Guérin det, som dengang gik under navnet Khirbet Yarmuk, ca. 30 km sydvest for Jerusalem.
Guérins metode gik ud på at identificere bibelske lokaliteter ud fra landskabet sammenholdt med beliggenhed i forhold til hinanden sammenholdt med Bibelen selv.
Fra lokalitetens top kiggede Guérin ud over landskabet og så sammenhænge med andre bibelske lokaliteter. Han konkluderede i sine notater, at Khirbeth Yiarmuk var den bibelske Jarmut, nævnt.
Selvom Guérin dermed havde identificeret den bibelske Jarmut, tog det arkæologerne endnu hundrede år at finde ud af, at den høj Guérin havde stået på, kun repræsenterede akropolen og dermed kun en tiendedel af den gamle bosættelse.
Og det tog endnu nogle år før man fandt ud af, at lokaliten engang havde været en af de ældste og vigtigste byer i Kanaan.

## Arkæologi
De første systematiske undersøgelser foretaget på Jarmut som afdækkede lokalitetens totale udbredelse, blev udført af Adam Druks i 1963.
Og de første prøveudgravninger blev udført i 1975 af Amnon Ben-Tor på vegne af Hebrew University of Jerusalem. Tre udforskede arealer i det vestlige hjørne af ”downtown” afslørede både offentlige og private bygninger lige under overfladen stammende fra den tidlige bronzealder. Der blev også fundet rester af en større konstruktion, som man anslog at tilhøre byzantinsk tid.
Ben-Tor overlod i 1980 de videre udgravninger til Pierre de Miroschedi, som fortsatte at grave på vegne af Centre National de la Recherche Scientifique samt Institute of Archaeology of the Hebrew University of Jerusalem.
Med en trekantet udformning, er lokaliteten næsten 641 m lang og 420 m bred. Den består af en mindre akropol 405 m.o.h. (meter over havets overflade) og en stor, nedre by, hvis laveste punkt befinder sig 290 m.o.h. Begge dele af byen er befæstede, og resterne kan man fremdeles se som forhøjninger.
Topografien i nedre by karakteriseres af en mængde, store terrasser, Der slynger sig om akropolen, samt en dyb fure i bjergmassen, som kan have været anvendt til at lede og samle regnvand op med.
Både selve akropolen og byen blev første gang beboet i den sidste halvdel af det 4. årtusinde f.v.t. Der var konstant beboelse til slutningen af ca. 2300 f.Kr., hvor hele lokaliteten blev stille og roligt forladt, uden tegn på ét voldeligt afbrud.
31°43′N 34°59′Ø / 31.71°N 34.98°Ø